# Paolo Golinelli
Paolo Golinelli (Mirandola, 4 dicembre 1947) è uno storico italiano. Da decenni si occupa approfonditamente di Matilde di Canossa e dei rapporti tra religione e società.

## Biografia
Paolo Golinelli si è diplomato presso il Liceo Classico "Giovanni Pico" di Mirandola nel 1967. Nel 1972 ha completato gli studi in Lettere moderne con Ovidio Capitani presso l'Università di Bologna. Dal 1972 al 1984 è stato quindi docente di Letteratura italiana e di Storia presso le scuole medie e superiori del modenese. Dal 1984 al 1988 è stato alunno presso la Scuola Nazionale di Studi Medievali annessa all'Istituto storico italiano per il medio evo di Roma durante la presidenza di Girolamo Arnaldi. Dal 1988 al 2000 ha svolto il ruolo di ricercatore in storia medievale presso l'Università di Verona. Dal 2000 al 2011 è stato professore associato e dal 2011 al 2016 professore ordinario di storia medievale presso la medesima università, nel dipartimento "Tempo, Spazio, Immagine e Società". È in pensione dall'11 ottobre 2016.
Dal 1979 è a capo del gruppo di lavoro Storia del monastero di San Benedetto Polirone, che si occupa della storia del monastero di Polirone a sud est di Mantova. Dal 2010 al 2015 è stato direttore del Centro Studi Matildici di San Benedetto Po. È stato promotore dell'Associazione Matildica Internazionale: all'atto della costituzione nel 2018 con sede nel medesimo complesso monastico, luogo della sepoltura originaria di Matilde, Golinelli è stato eletto presidente.

## Campo di ricerca
I suoi principali interessi di ricerca sono i rapporti tra la religione e la società nel Medioevo,  l'agiografia e il culto dei santi, Matilde di Canossa, il monachesimo medievale e la storiografia (Benedetto Bacchini e Antonio Magliabechi).
Tra i medievisti italiani, è colui che da decenni tratta più approfonditamente Matilde di Canossa, che ha iniziato a studiare negli  anni Settanta. Numerosi sono i suoi studi su di essa.; la sua biografia Matilde  è stata tradotta in tedesco e in francese. 
Golinelli ha esaminato il rapporto di Matilde con la madre e con papa Gregorio VII, i rapporti politici tra Matilde ed Enrico V, la presunta adozione di Guido Guerra I da parte di Matilde intorno al 1099, il ruolo della margravia Matilde nella fondazione dell'abbazia di Orval, i rapporti tra l'arcivescovo Anselmo di Canterbury e Matilde, dall'origine del mito della Contessa o dall'accoglienza di Matilde nel corso dei secoli. Golinelli ha identificato come un falso degli anni trenta del XII secolo la donazione di Matilde alla Santa Sede del 1102, poiché invece Matilde costituì Enrico V suo unico erede nel 1110/11. Golinelli ha coordinato e organizzato numerosi convegni internazionali. In occasione del 900º anniversario dell'incontro di Matilde con i suoi alleati a Carpineti, nell'ottobre 1992 si tenne un congresso, sostenuto finanziariamente dalla Provincia di Reggio Emilia. Golinelli ha curato gli atti di questo convegno nel 1994. Un congresso internazionale a Reggio Emilia nel settembre 1997 è stato dedicato al suo mito in termini culturali e letterari . Nel 1991 ha pubblicato una biografia di Matilde, tradotta in tedesco nel 1998. Nel 2008 ha pubblicato un'edizione della più importante fonte su Matilde, la Vita Mathildis di Donizone. Nel 2003 ha curato un volume sull'iconografia di Matilde nel corso dei secoli. Nel 2021 ha pubblicato Matilde di Canossa. Vita e mito, Roma, Salerno editrice.
Dal gruppo di lavoro Storia del monastero di San Benedetto Polirone, del quale Golinelli è a capo dal 1979, sono state edite undici pubblicazioni sulla storia del monastero di Polirone. Con Bruno Andreolli ha pubblicato nel 1983 una bibliografia sul monastero canossano di Polirone. La bibliografia è limitata al Medioevo fino al 1420 ed elenca 648 titoli. Con Rosella Rinaldi e Carla Villani nel 1993 ha pubblicato l'edizione dei 113 documenti relativi al periodo 961 e 1125. La sfida più grande per l'edizione è stata la raccolta del materiale, poiché i documenti sono ampiamente sparsi nell'Italia settentrionale. Ha pubblicato la seconda parte dell'edizione dei documenti per il periodo dal 1126 al 1200 con Rosella Rinaldi nel 2011. Ha curato la terza parte per il periodo dal 1201 al 1464 con Emanuela Lanza nel 2016. Nel 1998 Golinelli è stato curatore di un'antologia sulla storia del monastero di Polirone dal 961 al 1125. Egli stesso si occupò dei rapporti tra Margravia Mathilde e il monastero. È stato presidente del Comitato scientifico per il Giubileo del Millennio Polironiano (1007-2007). Nel 2009 ha pubblicato un catalogo della mostra per il Monastero di Polirone su arte e storia dal 1007 al 2007.
Nel 900º anniversario della morte del vescovo Anselmo II di Lucca a Mantova, nel maggio 1986 è stato organizzato un congresso scientifico internazionale dalla città, diocesi e provincia di Mantova in collaborazione con la Regione Lombardia e l'Università di Bologna. Anselmo ha trovato la sua sepoltura a Mantova ed è il patrono della città. Golinelli ha curato gli atti del convegno un anno dopo. Nel 1996 ha pubblicato la biografia di papa Celestino V. Nel 2001 ha pubblicato un'opera su Adelaide di Borgogna, moglie di Ottone il Grande. Nel 2003 ha raccolto i suoi studi su Benedetto Bacchini: Benedetto Bacchini (1651-1721). L'uomo, lo storico, il maestro, Firenze, Olschki.
Molti suoi libri per il grande pubblico sono stati editi da Mursia: Il Medioevo degli increduli (2009), Medioevo romantico.  Poesie e miti all’origine della nostra identità (2011), Terremoti in Val Padana. Storia e attualità (2012),  Un millennio fa. Storia globale del pieno Medioevo (2015), Santi e culti dell’anno Mille. Storia e leggende tra cultura dotta e religiosità popolare (2017), Eretici a Milano. Quando la gente cominciò a voler dire la sua (2024), Il Libro del Giubileo nella Roma del Trecento (2025).
Nel 2020 Paolo Golinelli è stato nominato cittadino onorario del comune di Canossa (Reggio Emilia).

### Edizioni di fonti
- Codice diplomatico polironiano. 3: 1201–1464. Cartulario del monastero di San Benedetto Polirone, Verona, Biblioteca civica, ms. n. 736, Pàtron, Bologna, 2016, (Il mondo medievale, 20), con Emanuela Lanza.
- Codice diplomatico polironiano. 2: 1126–1200, Pàtron, Bologna, 2011, (Storia di San Benedetto Polirone. Sez. 2.: Documenti), con Rosella Rinaldi.
- Donizone, Vita di Matilde di Canossa. Edizione, traduzione e note di Paolo Golinelli, con un saggio di Vito Fumagalli, Jaca book, Milano, 2008, (Biblioteca di Cultura Medievale/Di fronte e attraverso, 823), ISBN 978-88-16-40823-4. (Ristampa: 2016; I edizione: 1987).
- Storia di San Benedetto Polirone, vol. 2,1: Codice diplomatico polironiano, 961–1125, Pàtron, Bologna, 1993, con Rosella Rinaldi e Carla Villani.

### Monografie
- L'ancella di san Pietro. Matilde di Canossa e la Chiesa, Jaca Book, Milano, 2015, ISBN 978-88-16-41308-5.
- I mille volti di Matilde. Immagini di un mito nei secoli, F. Motta, Milano, 2003, ISBN 88-7179-420-6.
- Adelaide. Regina santa d'Europa, Jaca Book, Milano, 2001, ISBN 88-16-43511-9.
- Il papa contadino. Celestino V e il suo tempo, Camunia, Firenze, 1996, ISBN 88-7767-205-6.
- Matilde e i Canossa nel cuore del medioevo, Camunia, Milano, 1991, ISBN 88-7767-104-1.
  - (DE) Mathilde und der Gang nach Canossa. Im Herzen des Mittelalters, aus dem Italienischen von Antonio Avella, Artemis & Winkler, Düsseldorf u. a., 1998, ISBN 3-538-07065-2.

### Curatele
- L'abbazia di Matilde. Arte e storia in un grande monastero dell'Europa benedettina. San Benedetto Po (1007–2007),  Pàtron, Bologna, 2008, ISBN 978-88-555-2975-4.
- Matilde di Canossa nelle culture europee del secondo millennio. Dalla storia al mito. Atti del convegno internazionale di studi, Reggio Emilia, Canossa, Quattro Castella, 25–27 settembre 1997, Pàtron, Bologna, 1999, (II mondo medievale, 8), ISBN 88-555-2494-1.
- Storia di San Benedetto. Le origini (961–1125), Pàtron, Bologna, 1998, (Il mondo medievale, 6), ISBN 88-555-2446-1.
- I poteri dei Canossa. Da Reggio Emilia all'Europa. Atti del convegno internazionale di studi (Reggio Emilia-Carpineti, 29–31 ottobre 1992), Pàtron, Bologna, 1994, ISBN 88-555-2301-5.
- Sant'Anselmo, Mantova e la lotta per le investiture. Atti del convegno internazionale di studi (Mantova, 23 – 25 maggio 1986), Pàtron, Bologna, 1987.